# Mauro Palmas
Mauro Palmas (Cagliari, 16 settembre 1956) è un compositore, mandolinista e polistrumentista italiano.

## Biografia
Nato a Cagliari, giovanissimo è leader della formazione cagliaritana Nuova Generazione, e si occupa di ricerca e recupero storico-critico della musica popolare. Nel 1977 fonda il gruppo Suonofficina che rivolge la sua attenzione alla musica sarda e mediterranea. Palmas si dedica allo studio della struttura musicale dei balli tradizionali, principalmente del ballo sardo, ed in particolare delle antiche nodas delle launeddas che applica sulla mandola (suo strumento di elezione). 
Nel 1979 Suonofficina pubblica Pingiada, il disco d'esordio con la Fonit Cetra, disco che suggella la stretta collaborazione artistica con Elena Ledda. 
Nel 1979 e inizia una intensa attività concertistica e avvia una serie di collaborazioni con Maria Carta in vari concerti e nel disco Umbras (1980), con Mauro Pagani e l'Ensemble Alia Musica nel disco Musica Iberica del XIII secolo (1981) e con Piero Marras nel disco Stazzi Uniti (1982).

## Discografia
con Suonofficina e Elena Ledda
- 1979 Ammentos
- 1984 Iandimironnai

### Collaborazioni
- 1988 Sonos
- 1993 Incanti
- 1995 Canti randagi
- 1999 Sonos Langanos
- 2000 Maremannu
- 2006 Tutti baci (live) con Savina Yannatou & Primavera En Salonico
- 2007 Rosa Resolza